# Sarawal
Sarawal (nepalski: सरावल) – gaun wikas samiti w zachodniej części Nepalu w strefie Lumbini w dystrykcie Nawalparasi. Według nepalskiego spisu powszechnego z 2001 roku liczył on 782 gospodarstw domowych i 4862 mieszkańców (2351 kobiet i 2511 mężczyzn).